# Betty Holberton

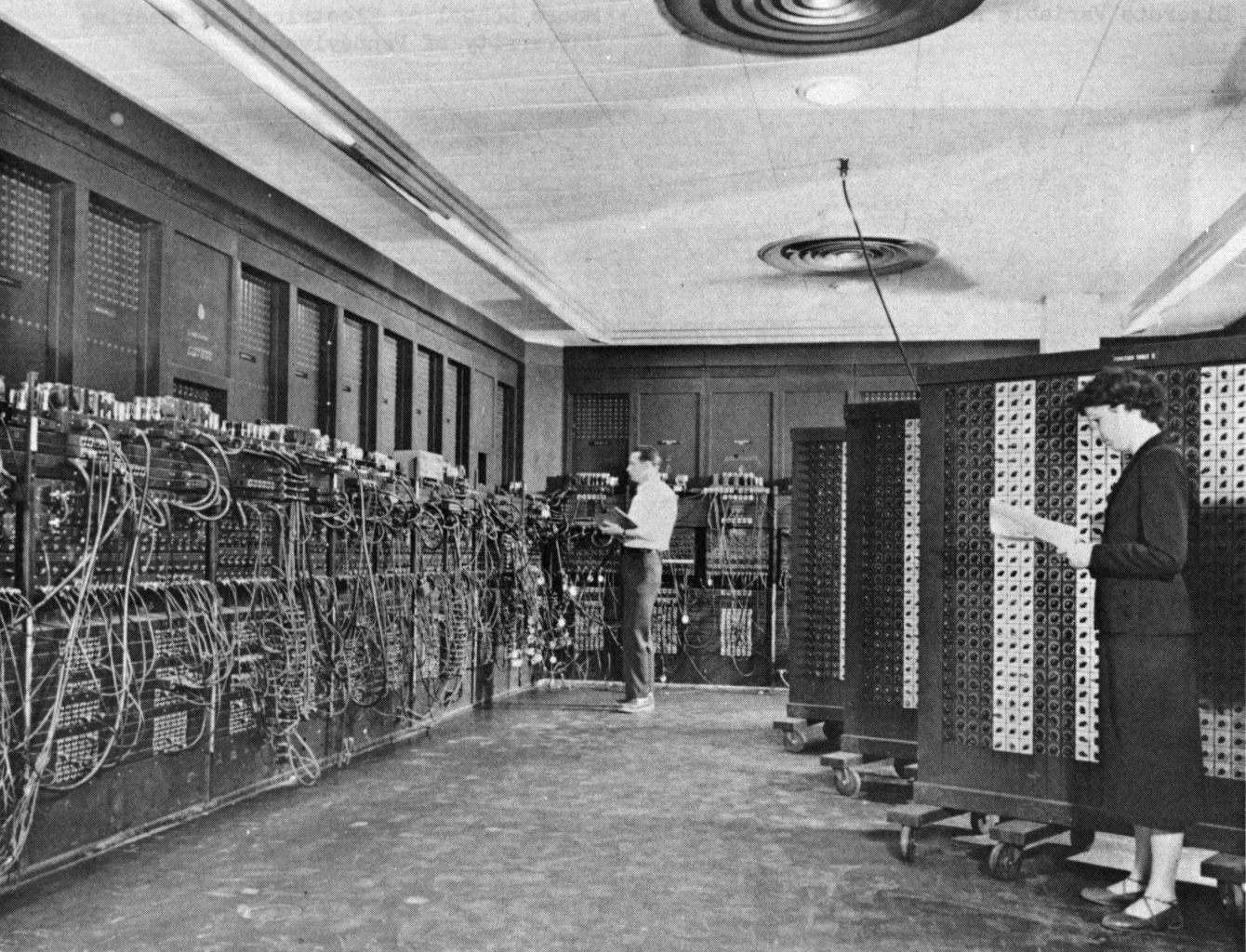
ENIAC, im Vordergrund Betty Holberton

Frances Elizabeth „Betty“ Holberton (geborene Frances Elizabeth Snyder; * 7. März 1917 in Philadelphia; † 8. Dezember 2001 in Rockville, Maryland) war eine der sechs US-amerikanischen Programmiererinnen des Electronic Numerical Integrator and Computer (ENIAC), des ersten universell einsetzbaren, elektronischen Digitalrechners.

## Werdegang und Karriere
Holberton studierte an der University of Pennsylvania Journalismus. Ursprünglich wollte sie Astronomin werden (es gab mehrere Astronomen in ihrer Familie), ein Professor an der Universität, der Frauen auf diesem Gebiet ablehnte, schreckte sie aber ab. Nach dem Studium arbeitete sie für das Farm Journal, für das sie Statistiken anlegte.
Während des Zweiten Weltkriegs wurde Holberton an der Moore School of Electrical Engineering aufgenommen, um dort als sogenannter Computor tätig zu werden. In weiterer Folge wurde entschieden, dass Holberton eine der sechs Frauen für das ENIAC-Programm sein sollte. Nach sechswöchigem Training auf einer Militärbasis erhielten die sechs Frauen die Entwürfe für die ENIAC und die Schaltpläne für alle Panels. Sie sollten herausfinden, wie die Maschine funktionierte und wie sie programmiert wird. Holberton programmierte im Auftrag des Ballistic Research Laboratory der United States Army zusammen mit Kathleen Antonelli, Marlyn Wescoff, Ruth Lichterman, Jean Bartik und Frances Bilas den damaligen ENIAC, um Berechnungen für ballistische Flugbahnen auf elektronischem Wege durchzuführen.
Zu Beginn des ENIAC-Programmes durften die Frauen nur mit Blaupausen und Schaltplänen arbeiten, um die Programmierung durchzuführen. Der ENIAC wurde am 15. Februar 1946 an der University of Pennsylvania vorgestellt, seine Kosten betrugen damals 500.000 US-Dollar.
Nach dem Zweiten Weltkrieg war Holberton bei Remington Rand und dem National Bureau of Standards tätig. Im Jahr 1959 war sie Chefin der Programmierforschungsabteilung der Schiffsversuchsanstalt David W. Taylor Model Basin. Sie entwickelte mit Ida Rhodes die C-10-Assemblersprache für den Universal Automatic Calculator (Univac) und entwarf ein Bedienfeld mit einem numerischen Tastenfeld neben der Tastatur.
Sie entwickelte das erste statistische Analyse-Verfahren, das 1950 für die US-Volkszählung (United States Census) verwendet wurde. Später, als Mitarbeiterin des National Bureau of Standards, war sie erheblich an zwei Revisionen der Fortran-Programmiersprache, Fortran 77 und Fortran 90, beteiligt.
Grace Murray Hopper bezeichnete sie als die beste Programmiererin, die sie je getroffen hätte.

## Auszeichnungen
Sie erhielt 1997 als einzige Frau des ENIAC-Programms den Augusta Ada Lovelace Award, die höchste Auszeichnung einer Frau im Bereich Computing und Programmierung sowie den IEEE Computer Pioneer Award. Ebenfalls im Jahr 1997 wurde sie in die Women Technology International Hall of Fame aufgenommen.